# Claude Bertrand (neurologue)
Pour les articles homonymes, voir Claude Bertrand et Bertrand.
Claude Bertrand (né le 28 mars 1917 à Sherbrooke, Québec et mort le 7 août 2014) est un médecin québécois. Il est un spécialiste de renommée mondiale en neurologie.
Il a obtenu une bourse Rhodes en 1940. 

## Distinctions
- 1971 -  Compagnon de l'Ordre du Canada